# Колочин (Речицкий район)
Коло́чин (бел. Кало́чын) — деревня в Холмечском сельсовете Речицкого района Гомельской области Белоруссии.

## География

### Расположение
В 22 км на юго-восток от районного центра и железнодорожной станции Речица (на линии Гомель — Калинковичи), 72 км от Гомеля.

### Гидрография
На реке Днепр.

## Транспортная сеть
Транспортные связи по просёлочной, затем автомобильной дороге Лоев — Речица. Планировка состоит из прямолинейной улицы, ориентированной с юго-востока на северо-запад (вдоль реки) и застроенной двусторонне деревянными домами усадебного типа.

## История
Обнаруженные археологами городища и поселения VI—VIII веков (в 0,5 км на севере и юге от деревни) свидетельствуют о заселении этих мест с давних времён. От этих археологических памятников происходит название колочинской археологической культуры. Раскопки городища Колочин-1 у деревни Колочин Гомельской области проводил Э. А. Сымонович в 1955—1960 годах.
По письменным источникам известна с XIX века как селение в Холмечской волости Речицкого уезда Минской губернии. В 1850 году владение графа Ракицкого. Действовала водяная мельница. В 1879 году обозначена в Холмечском церковном приходе.
С 8 декабря 1926 года до 4 августа 1927 года центр Колочинского сельсовета Холмечского района, с 4 августа 1927 года Речицкого района Речицкого округа, с 9 июня 1927 года Гомельского округа. В 1931 году организован колхоз. Во время Великой Отечественной войны в июне 1943 года оккупанты полностью сожгли деревню и убили 13 жителей. Освобождена 14 ноября 1943 года. 44 жителя погибли на фронте. Согласно переписи 1959 года — в составе колхоза имени XXII съезда КПСС (центр — деревня Вышемир).

## Население

### Численность
- 2004 год — 43 хозяйства, 58 жителей.

### Динамика
- 1850 год — 32 двора.
- 1897 год — 233 жителя (согласно переписи).
- 1908 год — 41 двор, 301 житель.
- 1930 год — 79 дворов, 384 жителя.
- 1940 год — 114 дворов, 556 жителей.
- 1959 год — 328 жителей (согласно переписи).
- 2004 год — 43 хозяйства, 58 жителей.